# Saint-Loup-Géanges
Pour les articles homonymes, voir Saint-Loup.
Saint-Loup-Géanges est une commune française située dans le département de Saône-et-Loire, en région Bourgogne-Franche-Comté.

## Géographie
Situé au nord de la Saône-et-Loire (Bourgogne-Franche-Comté), entre les villes de Beaune et de Chalon-sur-Saône.

### Géologie et relief
Sur les 2 572 hectares de la commune, il y a 800 hectares de bois et 1 460 hectares de terres agricoles. Les sols ont pour origine l'ère du quaternaire ancien et du quaternaire récent.
Sur le territoire de la commune est partiellement implantée une forêt domaniale : la forêt des Étangs (contenance totale : 622,44 ha), peuplée de feuillus.

### Hydrographie
Il y a plusieurs étangs : (étang de Maizières, messire Jean, de Bruyère et Rau), une rivière (la Dheune) et une autre (petite) la Vendaine.

### Climat
Pour des articles plus généraux, voir Climat de la Bourgogne-Franche-Comté et Climat de Saône-et-Loire.
En 2010, le climat de la commune est de type climat océanique dégradé des plaines du Centre et du Nord, selon une étude du Centre national de la recherche scientifique s'appuyant sur une série de données couvrant la période 1971-2000. En 2020, Météo-France publie une typologie des climats de la France métropolitaine dans laquelle la commune est dans une zone de transition entre le climat océanique altéré et le climat océanique altéré et est dans la région climatique Bourgogne, vallée de la Saône, caractérisée par un bon ensoleillement (1 900 h/an), un été chaud (18,5 °C), un air sec au printemps et en été et des vents faibles.
Pour la période 1971-2000, la température annuelle moyenne est de 11,1 °C, avec une amplitude thermique annuelle de 17,9 °C. Le cumul annuel moyen de précipitations est de 754 mm, avec 11 jours de précipitations en janvier et 7,2 jours en juillet. Pour la période 1991-2020, la température moyenne annuelle observée sur la station météorologique de Météo-France la plus proche, « Bragny sur Saône », sur la commune de Bragny-sur-Saône à 10 km à vol d'oiseau, est de 12,3 °C et le cumul annuel moyen de précipitations est de 845,9 mm. 
La température maximale relevée sur cette station est de 40,3 °C, atteinte le 24 juillet 2019 ; la température minimale est de −12,9 °C, atteinte le 5 février 2012,,.
Les paramètres climatiques de la commune ont été estimés pour le milieu du siècle (2041-2070) selon différents scénarios d'émission de gaz à effet de serre à partir des nouvelles projections climatiques de référence DRIAS-2020. Ils sont consultables sur un site dédié publié par Météo-France en novembre 2022.

## Urbanisme

### Typologie
Au 1er janvier 2024, Saint-Loup-Géanges est catégorisée bourg rural, selon la nouvelle grille communale de densité à sept niveaux définie par l'Insee en 2022.
Elle est située hors unité urbaine. Par ailleurs la commune fait partie de l'aire d'attraction de Beaune, dont elle est une commune de la couronne,. Cette aire, qui regroupe 64 communes, est catégorisée dans les aires de 50 000 à moins de 200 000 habitants,.

### Occupation des sols
L'occupation des sols de la commune, telle qu'elle ressort de la base de données européenne d’occupation biophysique des sols Corine Land Cover (CLC), est marquée par l'importance des territoires agricoles (58,1 % en 2018), en diminution par rapport à 1990 (60,3 %). La répartition détaillée en 2018 est la suivante : terres arables (47 %), forêts (31,7 %), prairies (11 %), zones urbanisées (7,2 %), eaux continentales (1,9 %), milieux à végétation arbustive et/ou herbacée (1 %), zones agricoles hétérogènes (0,1 %). L'évolution de l’occupation des sols de la commune et de ses infrastructures peut être observée sur les différentes représentations cartographiques du territoire : la carte de Cassini (XVIIIe siècle), la carte d'état-major (1820-1866) et les cartes ou photos aériennes de l'IGN pour la période actuelle (1950 à aujourd'hui).

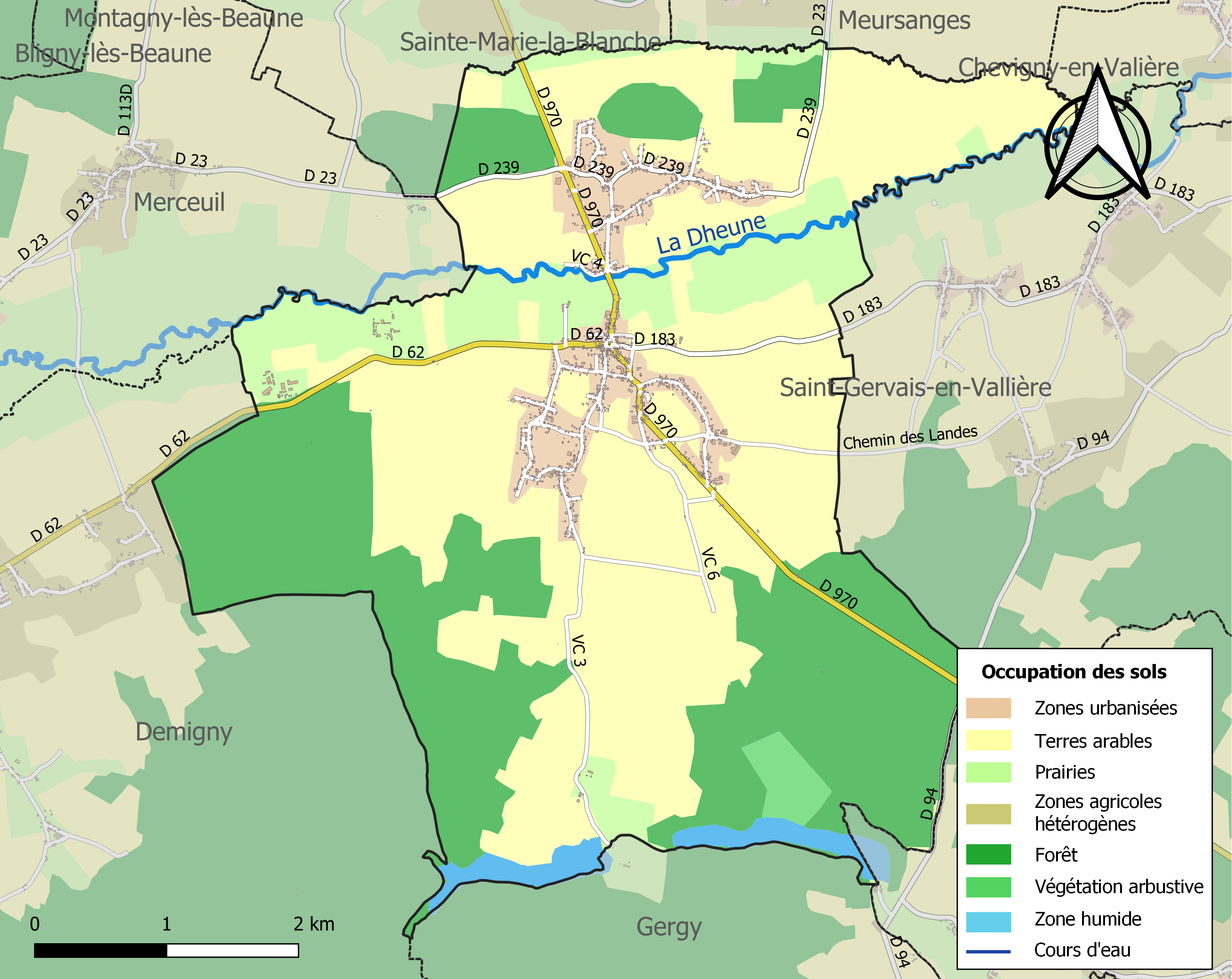
Carte des infrastructures et de l'occupation des sols de la commune en 2018 (CLC).

## Histoire
À la fin de l'époque médiévale ces deux villages étaient des seigneuries ecclésiastiques : Saint-Loup relevait de la baronnie de la Salle, appartenant aux évêques de Chalon-sur-Saône, depuis le XIIIe siècle et celui de Géanges à l'abbaye Sainte-Marie de Saint-Jean-le-Grand d'Autun.
En 2001, les conseils municipaux des communes de Saint-Loup-de-la-Salle et Géanges décident de mettre en place une fusion des deux villages. L'année suivante, un référendum est organisé et le oui l'emporte à 90 % à Saint-Loup-de-la-Salle et à 59 % à Géanges. La fusion de ces deux communes entre en vigueur le 1er janvier 2003.

## Toponymie
- Saint-Loup : Saint Loup de la Salle (1793), Saint-Loup-Géanges (2002).
- Géanges : Jadangos (787), Jedenges/Jedanges (Xe ou XIe siècle), Granges (1801).

## Politique et administration

### Liste des maires
| Période                                  | Période   | Identité         | Étiquette | Qualité |
| ---------------------------------------- | --------- | ---------------- | --------- | ------- |
|                                          | juin 1995 | Jean Courtin     |           |         |
| juin 1995                                | mars 2001 | Roger Goyard     | PCF       |         |
| mars 2001                                | en cours  | Bernard Lacombre |           |         |
| Les données manquantes sont à compléter. |           |                  |           |         |

### Canton et intercommunalité
Au 1er janvier 2015, la commune de Saint-Loup-Géanges ainsi que sa voisine de Change ne sont pas intégrées à une intercommunalité alors que la réforme des collectivités territoriales les y obligeait. Ces deux communes devaient rejoindre Le Grand Chalon mais un recours a été porté sur l'adhésion de la commune de Chaudenay à cette dernière ; compte tenu de ce contentieux, la communauté d'agglomération a stoppé le projet d'intégration en attendant le règlement du litige.
Le 1er janvier 2017, avec la mise en place du nouveau schéma départemental de coopération intercommunale, la commune rejoint la communauté d'agglomération du Grand Chalon.

## Population et société

### Démographie

#### Évolution démographique
L'évolution du nombre d'habitants est connue à travers les recensements de la population effectués dans la commune depuis 1793. Pour les communes de moins de 10 000 habitants, une enquête de recensement portant sur toute la population est réalisée tous les cinq ans, les populations de référence des années intermédiaires étant quant à elles estimées par interpolation ou extrapolation. Pour la commune, le premier recensement exhaustif entrant dans le cadre du nouveau dispositif a été réalisé en 2005.

En 2022, la commune comptait 1 643 habitants, en évolution de +0,98 % par rapport à 2016 (Saône-et-Loire : −1,06 %, France hors Mayotte : +2,11 %).
| 1793 | 1800 | 1806 | 1821 | 1831 | 1836  | 1841 | 1846  | 1851  |
| ---- | ---- | ---- | ---- | ---- | ----- | ---- | ----- | ----- |
| 760  | 810  | 845  | 853  | 875  | 1 012 | 987  | 1 100 | 1 093 |

| 1856  | 1861  | 1866  | 1872  | 1876  | 1881 | 1886 | 1891 | 1896 |
| ----- | ----- | ----- | ----- | ----- | ---- | ---- | ---- | ---- |
| 1 082 | 1 070 | 1 063 | 1 016 | 1 013 | 991  | 973  | 961  | 924  |

| 1901 | 1906 | 1911 | 1921 | 1926 | 1931 | 1936 | 1946 | 1954 |
| ---- | ---- | ---- | ---- | ---- | ---- | ---- | ---- | ---- |
| 870  | 823  | 782  | 682  | 700  | 657  | 663  | 650  | 558  |

| 1962 | 1968 | 1975 | 1982 | 1990 | 1999 | 2005  | 2006  | 2010  |
| ---- | ---- | ---- | ---- | ---- | ---- | ----- | ----- | ----- |
| 543  | 524  | 519  | 584  | 708  | 765  | 1 380 | 1 424 | 1 563 |

| 2015  | 2020  | 2022  | - | - | - | - | - | - |
| ----- | ----- | ----- | - | - | - | - | - | - |
| 1 622 | 1 644 | 1 643 | - | - | - | - | - | - |

### Enseignement
Cette commune possède un groupe scolaire de 220 élèves en maternelles et primaires.
Il y existe également un cabinet conseil indépendant en vulgarisation scientifique « Le Jardin Expérimental » qui travaille avec les partenaires publiques et privés qui le souhaitent.

### Santé
Il y a une maison de santé composée de trois médecins généralistes, trois infirmiers, une diététicienne, deux masseurs kinésithérapeutes, un orthophoniste, un ostéopathe, un praticien en hypnothérapie et un sophrologue. Il y a également une pharmacie. Les centres hospitaliers les plus proches se situent à Beaune et Chalon-sur-Saône.

### Sports
Ce village possède une salle des sports ou évolue le club de basket-ball du « Basket Club Saint-Loup-Géanges » qui évolue en 2011-2012, au niveau régional en Bourgogne, en Excellence Masculine (2e niveau régional). Ce club compte environ 120 licenciés.

### Cultes
Culte catholique. Saint-Loup-Géanges appartient à la paroisse Saint-Jean-Baptiste-des-Trois-Rivières, qui relève du diocèse d'Autun et a son siège à Verdun-sur-le-Doubs.

## Économie
Il y a des commerces de proximité dans la commune : un Intermarché avec station d’essence, de lavage automobile, une laverie automatique et une station de gonflage des pneus et d'aspiration, un kiosque à pizzas, une boulangerie, un café, un restaurant, une entreprise de fermetures (volets, stores, portails), un salon de toilettage chiens et chats, un espace détente et zen, une entreprise mécanique et services, et un salon de coiffure. L'agriculture est bien présente avec sept agriculteurs. Il y a aussi : deux électriciens, un maçon, un plombier-chauffagiste, un menuisier, un garage automobile, un magasin d'informatique, un horticulteur et deux entreprises d'entretien d'espaces verts.

## Culture locale et patrimoine

### Lieux et monuments

#### L'abbaye de Maizières
Abbaye fondée en 1126 par les moines de l'abbaye de La Ferté.

#### L'étang de Maizières ou des Quarante Arpents
Près de la ferme des Quarante Arpents au sud-est de Saint Loup-Géanges, se situe un étang construit sur le cours d'une petite rivière, la Vendaine. Il fut créé au XVe siècle par les moines de l'abbaye de Maizières et cette création fut à l'origine d'un conflit entre les moines et l’évêque de Châlon alors propriétaire de l’étang situé en aval, l'étang de Baignant. L'évêque estimait qu'il avait seul le droit de construire des chaussées sur ce cours d'eau et fit détruire la digue des moines par Gauthier de Marcilly.
En 1451, les moines portent plainte. L'évêque réplique et les moines font appel au Parlement de Paris qui en 1455 oblige l'évêque à réparer la digue et à abaisser le niveau de celle de l'étang de Baignant.
Les moines pour bien marquer leur possession donnent à l'étang le nom d'étang de Maizières.

#### L'église Saint-Loup-et-Saint-Roch
Église construite entre le milieu du XIIe siècle et le milieu du XIIIe siècle.

#### L'ancien moulin de Saint-Loup
Moulin entré en 1304 sous la dépendance de l'abbaye de Maizières, vendu nationalement en 1791, électrifié en 1946 et qui fonctionna jusqu'en 1970.

### Personnalités liées à la commune
- Antoine Villermin (1889-1914), instituteur et poète né à Saint-Loup-de-la-Salle. Son nom est inscrit au Panthéon parmi les 560 écrivains morts pour la France lors de la Première Guerre mondiale.

### Héraldique
| Blason de Saint-Loup-Géanges | Blason  | Écartelé : au 1er d'azur à la mitre adextrée en chef d'une fleur de lys et senestrée d'une crosse, le tout d'or, à la bordure componée d'argent et de gueules, au 2e bandé d'or et d’azur, à la bordure de gueules, au 3e de gueules au chêne d'or, au 4e d'azur à l'amphore d'or. |
| Blason de Saint-Loup-Géanges | Détails | La mitre et la crosse sont pour l'abbaye de Maizières. La fleur de lys et la bordure évoque les armes de Bourgogne moderne. Le deuxième est pour la Bourgogne ancienne. Les troisième et quatrième évoquent respectivement les armes des anciennes communes (voir ci-dessous) de Saint-Loup-de-la-Salle et de Géanges, qui ont fusionné pour former la commune nouvelle de Saint-Loup-Géanges en 2003. Création de Jean-Frédéric Garnier (maire), Brigitte Prudhon, Anne-Marie Caillot et Patrice Haberthur, adoptée le 23 mai 2020. |

| Blason de Saint-Loup-de-la-Salle | Blason  | Bandé d'or et d'azur de 6 pièces à la bordure de gueules. Au franc-quartier d'argent chargé d'un chêne de sinople posé sur une rivière tri-ondée d'azur à l'étoile à 7 rais d'or posée à l'angle dextre du chef. |
| Blason de Saint-Loup-de-la-Salle | Détails | Le statut officiel du blason reste à déterminer. |

| Blason de Géanges | Blason  | De gueules à l'amphore d'or surmontée d'une jumelle du même placée en chef. |
| Blason de Géanges | Détails | Le statut officiel du blason reste à déterminer.                            |

## Pour approfondir